# コーレス

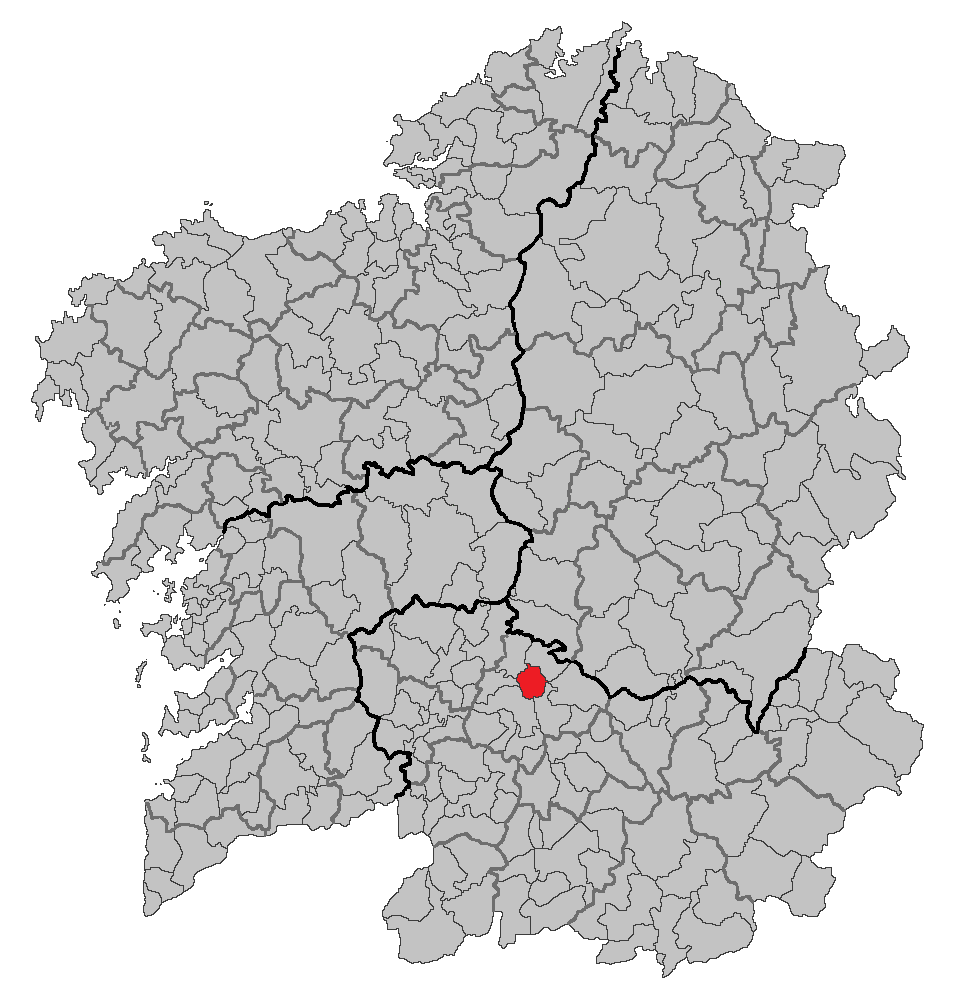

コーレス（Coles）はスペイン、ガリシア州、オウレンセ県の自治体。コマルカ・デ・オウレンセに属す。ガリシア統計局によると、2010年の人口は3,217人（2009年：3,214人、2004年：3,252人、2003年：3,201人）。
ガリシア語話者の自治体人口に占める割合は98.36％（2001年）。

## 地理
コーレスはオウレンセ県の北部に位置し、コマルカ・デ・オウレンセに属する。北から東はア・ペローシャと、東から南はオ・ペレイロ・デ・アギアールと、南から西はオウレンセと、西はアモエイロと、西北はビラマリンと隣接。自治体中心地区はサント・エウセビオ・ダ・ペローシャ教区のビラルチャーオ地区。
コーレスはオウレンセ司法管轄区に属す

### 人口
| コーレスの人口推移 1900－2010                           |
|                                                         |
| 出典:INE（スペイン国立統計局）1900年 - 1991年、1996年 - |

## 政治
自治体首長はガリシア社会党（PSdeG-PSOE）のマヌエル・ロドリゲス・バスケス（Manuel Rodríguez Vázquez）、自治体評議員はガリシア社会党：7、ガリシア国民党（PPdeG）：3、ガリシア民族主義ブロック（BNG）：1となっている（2011年5月22日の自治体選挙結果、得票順）。
| 1999年6月13日自治体選挙 |        |        |          |
| 政党                    | 得票数 | 得票率 | 獲得議席 |
| PPdeG                   | 1,455  | 64.30% | 8        |
| BNG                     | 532    | 23.51% | 2        |
| PSdeG-PSOE              | 252    | 11.14% | 1        |

| 2003年5月25日自治体選挙 |        |        |          |
| 政党                    | 得票数 | 得票率 | 獲得議席 |
| PPdeG                   | 1,262  | 52.85% | 6        |
| PSdeG-PSOE              | 667    | 27.93% | 3        |
| BNG                     | 442    | 18.51% | 2        |

| 2007年5月27日自治体選挙 |        |        |          |
| 政党                    | 得票数 | 得票率 | 獲得議席 |
| PPdeG                   | 1,085  | 45.34% | 5        |
| PSdeG-PSOE              | 894    | 37.36% | 4        |
| BNG                     | 393    | 16.42% | 2        |

| 2011年5月22日自治体選挙 |        |        |          |
| 政党                    | 得票数 | 得票率 | 獲得議席 |
| PSdeG-PSOE              | 1,217  | 55.62% | 7        |
| PPdeG                   | 660    | 30.16% | 3        |
| BNG                     | 279    | 12.75% | 1        |

## 教区
コーレスは11の教区に分けられる。太字は自治体中心地区のある教区。
- アルバン（サン・パイオ）
- ア・バーラ（サンタ・マリーア）
- カンベーオ（サント・エステーボ）
- コーレス（サン・ショアン）
- ゲラル（サン・マルティーニョ）
- グステイ（サンティアーゴ）
- メリアス（サン・ミゲル）
- リベーラ（サン・シジャーオ）
- サンタ・マリーニャ・デ・アルバン（サンタ・マリーニャ）
- サント・エウセビオ・ダ・ペローシャ（サント・エウセビオ）
- ウセージェ（サンタ・マリーア）